# December, 1963 (Oh, What a Night)
"December, 1963 (Oh, What a Night)" là một bài hát được trình bày bởi The Four Seasons, được viết bởi người chơi organ ban đầu cho Four Seasons Bob Gaudio và người vợ tương lai Judy Parker, được Gaudio sản xuất, và được bao gồm trong album của nhóm, Who Loves You (1975).
Bài hát có tay trống Gerry Polci hát chính, với Frankie Valli, giọng ca chính thường thấy của nhóm, hát phần cầu nối và hát đệm, và người chơi guitar bass Don Ciccone – cựu ca sĩ chính của The Critters – hát phần falsetto ("And I felt a rush like a rolling ball of thunder / Spinning my head around and taking my body under").